# Tokió Madzsin Gakuen
A Tokió Madzsin Gakuen franchise japán animék és videójátékok sorozata. A Tokió Madzsin jelentése: Tokió Mágus. Ugyan az anime-sorozatokat 2007-ben kiadták Amerikában, azonban a sorozat egyetlenegy játéka sem jelent meg Japánon kívül.

## Videojátékok

### PSP-s spin-off
Tokió Mono Hara Si: Karaszu no Mori Gakuen Kitan (東京鬼祓師 鴉乃杜學園奇譚) néven 2010. április 22-én PlayStation Portable kézikonzolra megjelent egy a sorozaton alapuló szerepjáték. A játékot az Atlus fejlesztette és adta ki, és a Shin Megami Tensei: Persona sorozathoz hasonlatos.